# Mirosław Skrzypczyński
Mirosław Piotr Skrzypczyński (ur. 29 kwietnia 1963 w Wyrzysku) – polski inżynier, przedsiębiorca, zawodnik i trener tenisa, w latach 2017–2022 prezes Polskiego Związku Tenisowego.

## Życiorys
Absolwent Politechniki Poznańskiej z tytułem inżyniera budownictwa. Trenował tenis w kategoriach młodzieżowych. Później został trenerem tenisa oraz kierownikiem sekcji i koordynatorem w klubach: Energetyk Gryfino, Nafta Zielona Góra, Promień Opalenica. Właściciel klubu tenisowego w Zielonej Górze. W latach 2014–2017 pełnił funkcję prezesa Związku Tenisa Województwa Lubuskiego.
20 maja 2017 został wybrany prezesem Polskiego Związku Tenisowego. Do wyborów na stanowisko prezesa PZT szedł z hasłami pozyskania godnych sponsorów i obalenia „starego, zardzewiałego układu”. Według dziennikarzy Onet.pl, jego wybór dla wielu był zaskoczeniem, ponieważ: „Wcześniej nie dał się poznać ani jako aktywny działacz, ani wybitny trener”. Po objęciu przez niego stanowiska faktycznie znacząco wzrosła dotacja przekazywana PZT przez Ministerstwo Sportu i Turystyki, a sponsorem strategicznym została Grupa Lotos.

### Kontrowersje
Pod koniec października 2022 Onet.pl opublikował tekst, w którym jego dziennikarze zarzucili Skrzypczyńskiemu stosowanie przez lata przemocy psychicznej oraz fizycznej wobec trenowanych zawodniczek i zawodników, których m.in. miał bić sztachetą. W podobnym tonie wypowiedziała się Katarzyna Kotula, posłanka na Sejm RP. Zarzuciła ona Skrzypczyńskiemu, iż molestował ją seksualne, gdy miała 13 lat i była zawodniczką klubu Energetyk Gryfino, co potwierdziła prokuratura.
Sprawa odbiła się szerokim echem medialnym. Po tych doniesieniach minister aktywów państwowych Jacek Sasin, który nadzoruje część państwowych spółek, zapowiedział nierekomendowanie im dalszego finansowania Polskiego Związku Tenisowego do czasu wyjaśnienia sprawy lub rezygnacji Mirosława Skrzypczyńskiego. Spółki Skarbu Państwa są głównym mecenasem polskiego sportu, w tym również Polskiego Związku Tenisowego. Strategicznym sponsorem PZT jest Orlen.
24 listopada 2022 Skrzypczyński złożył oświadczenie o rezygnacji z pełnienia funkcji prezesa PZT ze skutkiem natychmiastowym, pozostając jednak członkiem zarządu Polskiego Związku Tenisowego.

## Życie prywatne
Był mężem tenisistki Renaty Skrzypczyńskiej.